# 7daysチャレンジTV
『7daysチャレンジTV 一緒に、未来貢献。』（セブンデイズチャレンジティーヴィー いっしょに、みらいこうけん。）とは、日本テレビ系列で2013年と2014年に実施、1週間を通して様々な番組が連携して多くのチャレンジを放送するキャンペーン企画。
初年度は2013年6月2日から6月9日まで開局60年記念番組として放送されたが、好評だったことから翌2014年も放送された。

## 概要
日本テレビが2013年に開局60年を記念して発足したプロジェクトであり、『24時間テレビ 「愛は地球を救う」』と並ぶ一大プロジェクトと位置付けた。
2003年から2012年まで同期間に環境問題を主テーマにした『日テレ系ecoウィーク』が企画・放送されていたが、環境問題以外のテーマにも規模を広げた本企画の立ち上げに伴い、発展的に終了となった。
日本テレビの1週間のタイムテーブルから多くのレギュラー番組・特別番組が連携して、1週間で1つのメッセージを発信する。対象となる番組は、報道番組・情報番組・バラエティ番組・スポーツ中継まで、また収録番組から生放送の帯番組まで多岐に渡る。
企画の進行に合わせ、インターネットやソーシャルメディア、データ放送なども展開する。番組と関連して、東京・汐留の日テレタワーでイベントを開催。
日本テレビプロデューサーの大澤弘子はこのキャンペーンを企画するにあたり、「世界の子供たちの実情を知ってもらい、より良い未来を作るために何か自分にできることを少しでも始めてみるということが、このキャンペーンを通してのきっかけになれたらこんなにうれしいことはありません。年1度、本気で子供たちのことを考え、何か一つでも行動を起こすきっかけを作り、子供たちを笑顔にするために、大人たちが自分にできることに取り組む。キャンペーン番組に参加し、子供たちの今や未来を作ることを考える1週間にしていただきたい」と趣旨を語っている。
2013年は『日テレ系ecoウィーク』同様に6月に放送された。続く翌2014年はゴールデンウィーク恒例のイベント『日テレ黄金週間』とタッグを組み、イベント開催と同時期間に放送された。また同年の期間中、汐留「日テレプラザ」にて連動イベントが開催された。
2015年からは「家族」をテーマにしたプロジェクト『7daysTV かぞくって、なんだ。』に引き継がれている。

## 各回の放送概要
| 放送回 | 放送年 | 放送期間         | テーマ                         |
| ------ | ------ | ---------------- | ------------------------------ |
| 第1回  | 2013年 | 6月2日 - 6月9日  | 「子どもたちに笑顔を運ぶ」     |
| 第2回  | 2014年 | 4月29日 - 5月6日 | 「子どもたちに、幸せな未来を」 |

## 主な出演者

### 2013年
総合MC
- ウッチャンナンチャン（内村光良・南原清隆）

チャレンジリーダー・プロジェクト
- 内村光良「世界同時中継!子どもたちを人間影絵で笑顔にしたい!」
- 南原清隆「世界に呼びかけ!子どもたちの笑顔写真何枚集まるか?」
- 山口達也（当時TOKIO）「夢と笑顔を届けたい!三陸鉄道に子ども図書館を作ろう」
- 小山慶一郎（NEWS）「アマゾンの子どもたちに届けたい!パラボラアンテナで初めての授業」
- 池上彰「池上彰が伝えたい!世界の子どもたちの今」

日本テレビアナウンサー
- 桝太一
- 藤井貴彦 - 6月9日ゴール特番でサブ司会を担当。

### 2014年
『世界を変えるテレビ』（5月6日放送）出演者
- 加藤浩次：MC
- 山口達也：MC
- 池上彰
- 武田修宏
- 桝太一
- 水卜麻美（日本テレビアナウンサー）

## 参加番組
- ZIP!
- スッキリ!!
- PON!
- ヒルナンデス!
- news every.
- NEWS ZERO
- ズームイン!!サタデー
- Going!Sports&News
- シューイチ

ほか

### 特別番組
2013年
- 7daysチャレンジTV〜一緒に、未来貢献。〜ゴール特番（6月9日 18:00 - 20:54）

2014年
- お迎えなんてまだ早い!最強ご長寿グランプリ2014（5月3日 19:00 - 20:54）
  - 司会：くりぃむしちゅー
- 夢見るスーパーキッズ応援スペシャル（5月6日 10:25 - 11:30[3]）- 『PON!』のスペシャル番組
  - 司会：ビビる大木(『PON!』月〜水曜MC[4]、当時)、岡田圭右(ますだおかだ/『PON!』木・金曜MC[5]、当時)、桝太一(日本テレビアナウンサー)[6]
  - ゲスト：テリー伊藤[7]、篠田麻里子[8]、本田望結、椿鬼奴[9]、絵美里[9]、キンタロー。[9]
- 世界を変えるテレビ（5月6日 19:00 - 20：54）

## ネット局
| 対象地域       | 放送局                                                           | 系列                                           |
| -------------- | ---------------------------------------------------------------- | ---------------------------------------------- |
| 関東広域圏     | 日本テレビ（NTV） 『7daysチャレンジTV 一緒に、未来貢献。』制作局 | 日本テレビ系列                                 |
| 北海道         | 札幌テレビ（STV）                                                | 日本テレビ系列                                 |
| 青森県         | 青森放送（RAB）                                                  | 日本テレビ系列                                 |
| 岩手県         | テレビ岩手（TVI）                                                | 日本テレビ系列                                 |
| 宮城県         | ミヤギテレビ（MMT）                                              | 日本テレビ系列                                 |
| 秋田県         | 秋田放送（ABS）                                                  | 日本テレビ系列                                 |
| 山形県         | 山形放送（YBC）                                                  | 日本テレビ系列                                 |
| 福島県         | 福島中央テレビ（FCT）                                            | 日本テレビ系列                                 |
| 山梨県         | 山梨放送（YBS）                                                  | 日本テレビ系列                                 |
| 新潟県         | テレビ新潟（TeNY）                                               | 日本テレビ系列                                 |
| 長野県         | テレビ信州（TSB）                                                | 日本テレビ系列                                 |
| 静岡県         | 静岡第一テレビ（SDT）                                            | 日本テレビ系列                                 |
| 富山県         | 北日本放送（KNB）                                                | 日本テレビ系列                                 |
| 石川県         | テレビ金沢（KTK）                                                | 日本テレビ系列                                 |
| 福井県         | 福井放送（FBC）                                                  | 日本テレビ系列／テレビ朝日系列                 |
| 中京広域圏     | 中京テレビ（CTV）                                                | 日本テレビ系列                                 |
| 近畿広域圏     | 読売テレビ（ytv）                                                | 日本テレビ系列                                 |
| 鳥取県・島根県 | 日本海テレビ（NKT）                                              | 日本テレビ系列                                 |
| 広島県         | 広島テレビ（HTV）                                                | 日本テレビ系列                                 |
| 山口県         | 山口放送（KRY）                                                  | 日本テレビ系列                                 |
| 徳島県         | 四国放送（JRT）                                                  | 日本テレビ系列                                 |
| 香川県・岡山県 | 西日本放送（RNC）                                                | 日本テレビ系列                                 |
| 愛媛県         | 南海放送（RNB）                                                  | 日本テレビ系列                                 |
| 高知県         | 高知放送（RKC）                                                  | 日本テレビ系列                                 |
| 福岡県         | 福岡放送（FBS）                                                  | 日本テレビ系列                                 |
| 長崎県         | 長崎国際テレビ（NIB）                                            | 日本テレビ系列                                 |
| 熊本県         | くまもと県民テレビ（KKT）                                        | 日本テレビ系列                                 |
| 大分県         | テレビ大分（TOS）                                                | 日本テレビ系列／フジテレビ系列                 |
| 宮崎県         | テレビ宮崎（UMK）                                                | フジテレビ系列／日本テレビ系列／テレビ朝日系列 |
| 鹿児島県       | 鹿児島読売テレビ（KYT）                                          | 日本テレビ系列                                 |

## ミニ番組
関連ミニ番組として、2013年4月6日から2014年3月30日まで毎週土曜日11:55 - 12:00に日本テレビで『7daysチャレンジTV 未来に届けたい絵本 一緒に、未来貢献。』（セブンデイズチャレンジティーヴィー みらいにとどけたいえほん いっしょに、みらいこうけん。）が放送されていた。
子どもたちに夢を与え、憧れの存在になっているスポーツ選手や専門家などに、小さい頃読んでいた本の思い出を語ってもらう企画。

## スタッフ
ゴール特番（2013年6月9日）
- ナレーション：平野義和（18・19時台）、木村匡也（20時台）
- 構成：加藤淳一郎、町山広美、そーたに、ヒロハラノブヒコ、宮下勇二、西村隆志、カツオ
- 編成：小島友行、穂積武信、鈴木淳一、吉無田剛
- 技術協力：NiTRo
- 美術協力：日テレアート
- 制作協力：日企、えすと、IVSテレビ、RUMBLEBEEinc.、AXON、日テレイベンツ、neo、スタジオヴェルト、ミジェット、フォアキャスト・コミュニケーションズ、ビスポ、日テレワーク24
- 総合演出：石村修司
- プロデューサー：大澤弘子
- チーフプロデューサー：鈴江秀樹
- 制作指揮：菊池剛太
- 製作著作：日本テレビ

世界を変えるテレビ（2014年5月6日）
- ナレーション：平野義和、三石琴乃、赤平大
- 構成：大岩賞介、吉橋広宣、今井とおる、西村隆志
- TM：江村多加司
- SW：小林宏義
- CAM：田代義昭
- 照明：木村弥史
- 音声：宮内貞
- VE：石野太一
- 美術プロデューサー：髙野泰人
- デザイナー：大竹潤一郎、平岡真穂
- 小道具：大久保俊彦
- 大道具：小笠原憲仁、駒井那紀
- 電飾：政岡悠一郎
- 持道具：野村亜希子
- 衣装：村上紘美
- メイク：塩山千秋
- 音効：古野達夫
- EED：永岡大輔（オムニバス・ジャパン）
- MA：小川るみ（オムニバス・ジャパン）
- CG：アイヴリック
- モニター：ジャパンテレビ
- TK：長坂真由美
- 技術協力：NiTRo
- 美術協力：日テレアート
- 海外取材協力：Duo Creative Communications、APS PHILIPPINES、杉浦かりん、SEA COVER
- 映像協力：TMB、Jack Photo graphy
- 撮影協力：石岡市
- リサーチ：今井紳介、野村直子
- デスク：宮沢薫
- AP：山本玲子
- 進行：改發みなみ
- AD：飛田一充、星野広翔、北田有輝、谷和真／五十嵐くるみ、内田博樹、坂東那美、髙橋侑基、河田里実
- ディレクター：佐藤雄、山田勇人、齋藤雅人、佐々木良、山越由貴、大﨑貴史、中松謙介、清水克洋
- 演出：藤田幸伸、吉田雅司
- プロデューサー：秋山健一郎／天笠ひろ美、北詰由賀、深谷圭二、福島佳苗、竹下美佐
- 総合演出：財津功
- 制作協力：AXON、THE WORKS、Sp!ce Factory
- チーフプロデューサー：鈴江秀樹
- 製作著作：日本テレビ